# Differencekontrakt
En differencekontrakt, oversat fra det engelske contract for difference (CFD), er et derivat baseret på en enkelt underliggende aktie.
Når investor indgår en differencekontrakt, deltager denne i værdiudviklingen på det underliggende aktiv, uden at indgå egentligt ejerskab af dette. Således afregnes investor kun på baggrund af differencen mellem markedskursen og aftalekursen på kontrakten.
Da leveringen af selve det underliggende aktiv aldrig finder sted, åbner differencekontrakter for den mulighed at investoren kan sælge kontrakter på det underliggende aktiv, som repræsenterer de samme muligheder som ”short-selling” i traditionel handel med værdipapirer. Således bliver det muligt for investoren at opnå et positivt afkast ved en nedadgående kursudvikling på det underliggende aktiv.